# Lilly

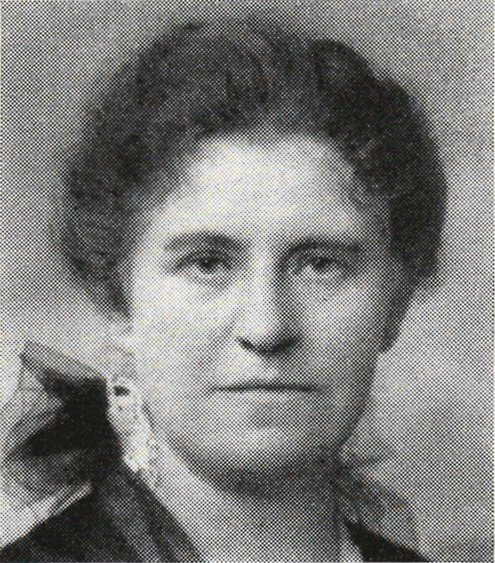
Lilly Hellström.

Lilly är ett brittiskt kvinnonamn som troligtvis från början är ett smeknamn för Elisabet. En ovanligare stavning är Lillie. Eventuellt kan det i stället komma från det engelska ordet för lilja.  Det har använts i Sverige sedan 1800-talet.
Namnet var ett modenamn i början på 1900-talet, men efter 1930 gick populariteten neråt. Den 31 december 2012 fanns det totalt 12 418 personer i Sverige med namnet Lilly eller Lillie, varav 5 262 med det som tilltalsnamn/förstanamn .
År 2003 fick 138 flickor namnet, varav 27 fick det som tilltalsnamn.
Namnsdag: 6 september, (sedan 2001, 1986–1992: 18 oktober).

## Personer med namnet Lilly
- Lilly Arrhenius Beyer (1904–1993), författare och bosättningskonsulent
- Lilly Bergander (1925–2015), politiker och riksdagsledamot
- Lilly Berggren (1906–1975), skådespelare
- Lily Berglund (1928–2010), sångare
- Lillie Björnstrand (1913–1998), skådespelare och författare
- Lilly Blom (1896–1969), konstnär och teckningslärare
- Lilly Bølviken (1914–2011), norsk jurist och kvinnorättskämpe
- Lilly Cronwin (1888–1918), skådespelare
- Lilly Delén (1882–1949), konstnär
- Lilly Engström (1843–1921), lärare och rösträttskvinna
- Lilly Gardeby (1927–2004), dansk-svensk sektledare
- Lilly Gräber (1893–1965), svensk konstnär och skådespelare
- Lilly Hafgren (1884–1965), operasångare
- Lilly Hansson (1927–2019), riksdagsledamot och landshövding
- Lilly Hellström (1866–1930), lärare, redaktör och rösträttskvinna
- Lilly Helveg Petersen (1911–2005), dansk politiker
- Lilly Jacobsson (1893–1979), skådespelare
- Lilly King (född 1997), amerikansk olympisk simmare
- Lilly Kjellström (1901–1969), skådespelare
- Lilly Lamprecht (1887–1976), dansk operasångare
- Lillie Langtry (1853–1929), brittisk skådespelare
- Lilly Lundequist (1847–1925), författare och översättare
- Lilly Lundgren (1862–1932), sjuksköterska och konstnär
- Lilly Martin Spencer (1822–1902), amerikansk porträttmålare
- Lillie Marie Peiser (1914–1986) (artistnamn Lilli Palmer), tysk-brittisk skådespelare
- Lilly Paykull (1870–1951), svensk läkare
- Lilly Reich (1885–1947), tysk inredningsformgivare
- Lilly Rydström-Wickelberg (1891–1957), konstmålare
- Lily Saxén (1861–1926), finlandssvensk diktare och översättare
- Lilly Scholz (1903–1994), österrikisk konståkare
- Lilly Segerdahl (1874–1946), konstmålare
- Lilly Sundström (1849–1943), journalist och lärare
- Lilly Wahlberg (1905–1995), svensk skådespelare
- Lilly Walleni (1875–1920), svensk operasångare
- Lilly Wasmouth (1886–1970), svensk skådespelare
- Lilli Zickerman (1858–1949), svensk textilkonstnär
- Lilly Åkerholm (1895–1987), tidskriftsredaktör och konstnär